# Lake Bell
Lake Siegel Bell(Nova York, 24 de març de 1979) és una actriu, escriptora i directora estatunidenca.
Ha protagonitzat les sèries de televisió Boston Legal (2004–2006), Superfície (2005–2006), Com sortir-se'n a Amèrica (2010–2011) i Childrens Hospital (2008–actualitat) i les pel·lícules Sobre El seu Cos Mort (2008), Què Passa a Las Vegas (2008), és Complicat (2009), No Strings Attached (2011), Million Dollar Arm (2014) i Man Up (2015).
Va escriure i dirigir el curtmetratge Worst Enemy, que es va estrenar al Festival de Cinema de Sundance l'any 2012. Va fer el seu debut en direcció l'any 2013 amb la pel·lícula In a World..., la qual també va protagonitzar.

## Biografia
Bell va néixer a Nova York. La seva mare, Robin Bell, és propietària de l'empresa de disseny Robin Bell Design de Nova York. El seu pare és l'agent immobiliari Harvey Siegel. El seu pare és jueu i la seva mare és protestant. Bell ha declarat que va créixer en una família «còmicament disfuncional.»
Va anar a la Chapin School de Nova York i a la Westminster School a Simsbury, Connecticut. Durant els seus anys adolescents va viure a Vero Beach, Florida i va anar a la Saint Edwards School. Va anar l'Skidmore College a Saratoga Springs, Nova York, abans de traslladar-se a la Rose Bruford College de Londres. Allà va actuar en produccions teatrals incloent-hi The Seagull, The Children's Hour, Six Degrees of Separation, Light Shining in Buckinghamshire i The Pentecost.

## Carrera professional

### Actriu

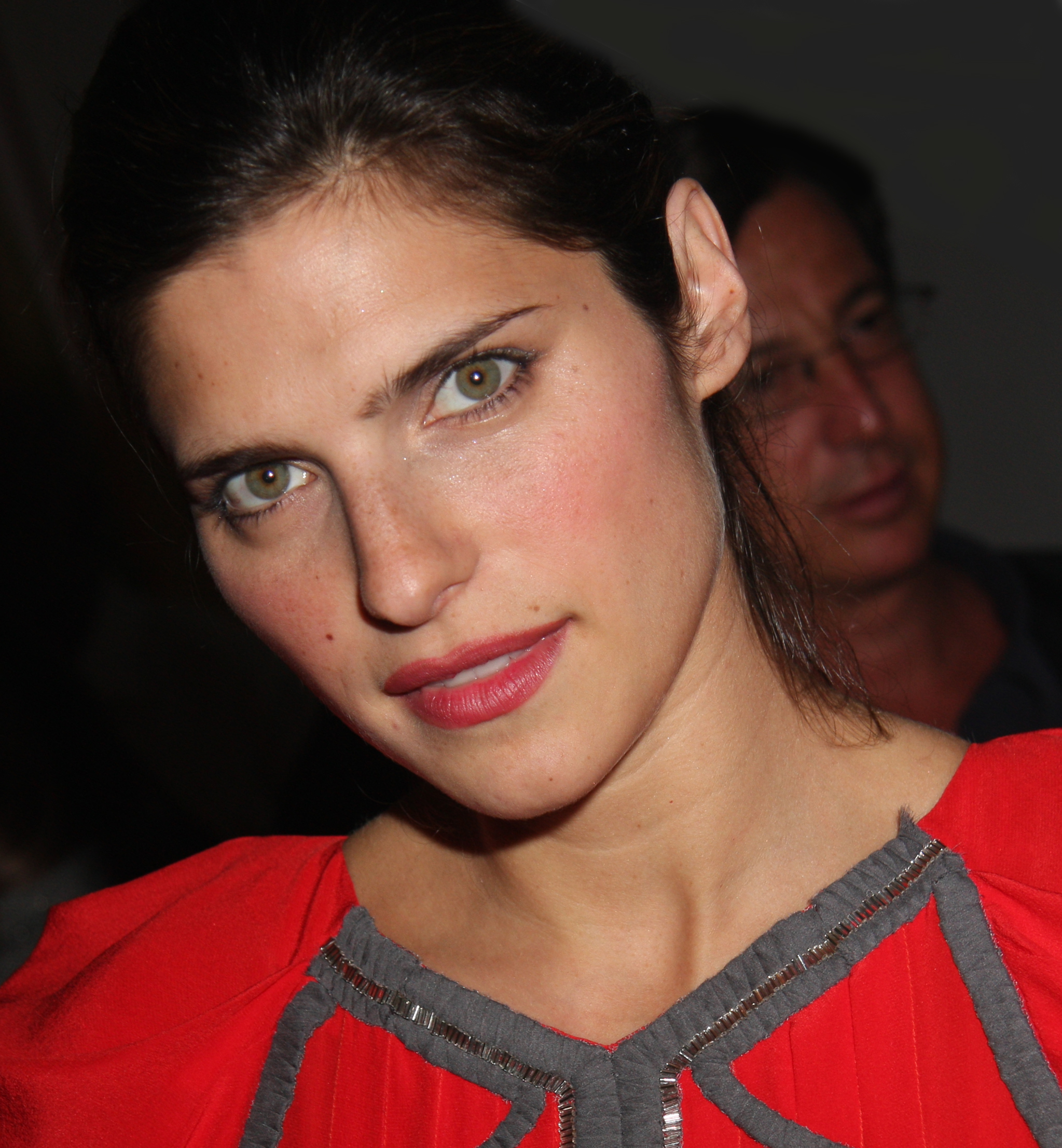
Lake Bell el juny de 2009

Bell va començar la seva carrera l'any 2002 amb un paper en la pel·lícula Speakeasy, una pel·lícula sobre dos homes que esdevenen amics de forma inversemblant després d'un accident lleu de trànsit, i en dos episodis de la sèrie de televisió Emergències. Els seus primers papers importants els va tenir l'any 2003. Després d'aparèixer al thriller psicològic I love your Work, va actuar al costat d'en Jeff Goldblum com la protagonista femenina del telefilm de la NBC Històries de Guerra, on feia el paper de Victoria Carlson, la millor amiga d'Alicia Silverstone. L''any 2004 va aparèixer a la pel·lícula de lluita lliure Slammed i va fer el seu debut als quatre episodis finals deThe Practice. El seu personatge el van portar a l'spinoff Boston Legal, on va ser un personatge regular fins que va deixar la sèrie l'any 2005.
Bell llavors va fer el paper principal a la sèrie de ciència-ficció Surface i a la pel·lícula Rampage: The Hillside, tots dos treballs l'any 2006.
L'any 2010 va participar en la sèrie de televisió Com sortir-se'n a Amèrica, l'any 2011 en diverses pel·lícules com No strings attached, A Good Old Fashioned Orgy i Blackrock.

### Altres activitats
Bell té una columna sobre automoció al Hollywood Reporter, anomenada Test Drive, de la qual és editora col·laboradora d'automoció

## Filmografia
| Any  | Títol                                                                       | Personatge                                 | Notes |
| ---- | --------------------------------------------------------------------------- | ------------------------------------------ | --- |
| 2002 | Speakeasy                                                                   | Sara Marnikov                              | |
| 2003 | Històries de guerra                                                         | Nora Stone                                 | |
| 2003 | Estimo La vostra Feina                                                      | Felicia                                    | |
| 2004 | Fresc fora de Llàgrimes                                                     | Leila                                      | Pel·lícula curta |
| 2004 | Va tancar de cop                                                            | Gina Micelli                               | |
| 2006 | Rampage: El Hillside Strangler Assassinats                                  | Jillian Dunne                              | |
| 2008 | Sota Aigües Quietes                                                         | Charlie                                    | Newport Premi de Festival de cinema de la platja per Actuació Excepcional en Suplent                                                                                      |
| 2008 | Sobre El seu Cos Mort                                                       | Ashley                                     | |
| 2008 | Què Passa en Vegas                                                          | Tipper                                     | |
| 2008 | Una qüestió d'honor (Pride and Glory)                                       | Megan Egan                                 | |
| 2008 | Apuntalar 8: El Musical                                                     | Scary Noies Escolars catòliques D'Infern   | Curt per Graciós o Dau |
| 2009 | No es tan fàcil (It's complicated)                                          | Agness Adler                               | Tauler nacional de Premi de Revisió per Millor Actuant per un Ensemble |
| 2010 | Shrek Per sempre Després que                                                | Bruixa de Carro / de Bruixa de patrulla #2 | |
| 2010 | Cremant Palmells                                                            | Mary Jane                                  | |
| 2010 | Els Doctors de l'hospital dels nens Contesta Les vostres Qüestions Mèdiques | Cat Black                                  | Curt per Graciós o Dau |
| 2010 | 10 Minuts                                                                   | Ella                                       | Curt per Graciós o Dau |
| 2010 | Enemic pitjor                                                               | Escriptor & Director                       | Curt filmTony Cox Premi per Screenwriting en una Pel·lícula Curta, Nantucket Pel·lícula FestivalShorts el jurat Especial Esmenta, Dallas Festival de cinema Internacional |
| 2011 | Little Murder                                                               | Corey Little                               | |
| 2011 | No Strings Attached                                                         | Lucy                                       | |
| 2011 | A Good Old Fashioned Orgy                                                   | Alison Cohen                               | |
| 2011 | Casa per Actrius                                                            | Llac                                       | Curt per Graciós o Dau |
| 2012 | Rock negre                                                                  | Lou                                        | |
| 2013 | In a World...                                                               | Carol Solomon                              | També guionista, productor i director Premi a Guió Waldo Salt, Sundance Film Festival 2013                                                                                |
| 2014 | Mr. Peabody & Sherman                                                       | Mona Lisa (veu)                            | |
| 2014 | Million Dollar Arm                                                          | Brenda Paauwe Bernstein                    | |
| 2015 | Man Up                                                                      | Nancy Patterson                            | |
| 2015 | No Escape                                                                   | Annie Dwyer                                | |
| 2016 | Mascotes (The Secret Life of Pets)                                          | Chloe (veu)                                | |
| 2017 | Shot Caller                                                                 | Kate Harlon                                | |
| 2017 | Home Again                                                                  | Zoey Bell                                  | |
| 2017 | I Do... Until I Don't                                                       | Alice Brewing                              | També guionista, director, i productor |
| 2018 | Spider-Man: Un nou univers (Spider-Man: Into the Spider-Verse)              | Vanessa Fisk (veu)                         | |
| 2019 | Mascotes 2 (The Secret Life of Pets 2)                                      | Chloe (veu)                                | |

| Any          | Títol                                                 | Personatge       | Notes |
| ------------ | ----------------------------------------------------- | ---------------- | --- |
| 2002         | ER                                                    | Jody Holmes      | Episodi: Un Pot Només HopeEpisode: Dir-me On Fa mal                                                           |
| 2003         | Match                                                 | Victoria Carlson | La sèrie regular                                                                                              |
| 2004         | La Pràctica                                           | Sally Heep       | Episodi: El FirmEpisode: Comings I GoingsEpisode: Capots Nous en el BlockEpisode: Adjourned (un.k.Un. Aclama) |
| 2004–2006    | Boston Legal                                          | Sally Heep       | La sèrie regular; estrella de convidat                                                                        |
| 2005–2006    | Superfície                                            | Laura Daughtery  | La sèrie regular                                                                                              |
| 2008–present | Childrens Hospital                                    | Cat Black        | La sèrie regular                                                                                              |
| 2009         | Wainy Dies                                            | Blaire           | Episodi: Club de Ball                                                                                         |
| 2010         | La Lliga                                              | Brooke           | Episodi: El Blanc Knuckler                                                                                    |
| 2010–2011    | Com per Fer-lo dins Amèrica                           | Rachel Chapman   | La sèrie regular                                                                                              |
| 2011         | Noia nova                                             | Amanda           | Episodi: Despullat                                                                                            |
| 2012         | EUA d'Engranatge superior                             | Ella             | Episodi: l'espectacle de Rut                                                                                  |
| 2015         | Mullar americà Calent Summer: Primer Dia de Campament | Donna            | 8 episodis |
| 2016         | Cassius & Clay                                        | Shopcarter Clay  | Veu |

| Any  | Títol      | Funció      | Notes |
| ---- | ---------- | ----------- | ----- |
| 2009 | Prototipus | Dana Mercer |       |